# Kharkhari
Kharkhari là một thị trấn thống kê (census town) của quận Dhanbad thuộc bang Jharkhand, Ấn Độ.

## Nhân khẩu
Theo điều tra dân số năm 2001 của Ấn Độ, Kharkhari có dân số 5653 người. Phái nam chiếm 55% tổng số dân và phái nữ chiếm 45%. Kharkhari có tỷ lệ 55% biết đọc biết viết, thấp hơn tỷ lệ trung bình toàn quốc là 59,5%: tỷ lệ cho phái nam là 66%, và tỷ lệ cho phái nữ là 42%. Tại Kharkhari, 17% dân số nhỏ hơn 6 tuổi.